# Pável Mareš
Pável Mareš (Otrokovice, Checoslovaquia, 18 de enero de 1976) es un exfutbolista checo que se desempeñaba como defensa.

## Clubes
| Club                 | País            | Año       |
| -------------------- | --------------- | --------- |
| FK Baník Ratíškovice | República Checa | 1996-1997 |
| FC Tescoma Zlín      | República Checa | 1997-1999 |
| FC Bohemians 1905    | República Checa | 1999-2001 |
| Sparta Praga         | República Checa | 2002      |
| FC Zenit             | Rusia           | 2003-2006 |
| A. C. Sparta Praga   | República Checa | 2007-2009 |
| FC Vysočina Jihlava  | República Checa | 2009      |
| FK Viktoria Žižkov   | República Checa | 2009      |